# Leandro dos Santos Oliveira
Leandro dos Santos Oliveira (* 29. Oktober 1986 in Niterói), auch Leandro dos Santos genannt, ist ein brasilianischer Fußballspieler.

## Karriere
Leandro dos Santos erlernte das Fußballspielen in der Jugendmannschaft von Botafogo FR in Rio de Janeiro. Hier stand er bis 2006 unter Vertrag. Über die brasilianischen Stationen Cacerense EC, Araguaia AC, Luverdense EC, Sinop FC und SE Vila Aurora ging er 2011 nach Asien. Hier unterschrieb er in Thailand einen Vertrag bei Army United. Der Verein, der in der thailändischen Hauptstadt Bangkok beheimatet war, spielte in der ersten Liga, der Thai Premier League. Für die Army absolvierte er 28 Erstligaspiele. 2012 wechselte er zum Ligakonkurrenten Police United. Nach 25 Spielen wechselte er 2013 zum ebenfalls in der ersten Liga spielenden Bangkok Glass. Mit BG stand er 2013 im Finale des FA Cup. Im Endspiel unterlag man Buriram United mit 1:3. Im April 2014 ging er nach Malaysia. Hier schloss er sich dem T-Team an. Der Klub aus Kuala Terengganu spielte in der ersten Liga, der Malaysia Super League. Von April 2015 bis Juni 2016 spielte er beim Ligakonkurrenten Selangor FA. Mit Selangor gewann er den Malaysia Cup. Im Endspiel besiegte man Kedah FA mit 2:0. Die zweite Jahreshälfte spielte er wieder in seinem Heimatland bei seinem ehemaligen Verein Luverdense EC in Lucas do Rio Verde. Von Januar 2017 bis Mai 2017 war er vertrags- und vereinslos. Im Juni 2017 ging er wieder nach Malaysia, wo ihn der Erstligist Perak FA aus Ipoh unter Vertrag nahm. 2018 wurde er mit Perak Vizemeister. Außerdem gewann er mit Perak 2018 den Malaysia Cup. Im Finale besiegte man Terengganu FA im Elfmeterschießen. Im Finale des Malaysia FA Cup stand er 2019. Hier verlor man gegen Kedah FA in der Verlängerung mit 1:0. Nach insgesamt 53 Erstligaspielen wurde sein Vertrag im Juni 2021 nicht verlängert.

## Erfolge
Selangor FA
- Malaysia Cup: 2015

Perak FA
- Malaysia Super League: 2018 (Vizemeister)
- Malaysia Cup: 2018
- Malaysia FA Cup: 2019 (Finalist)